# Farlington (Yorkshire du Nord)
Pour les articles homonymes, voir Farlington.
Farlington est un village et une paroisse civile du Yorkshire du Nord, en Angleterre.